# Municipio de Belvue
El municipio de Belvue (en inglés: Belvue Township) es un municipio ubicado en el condado de Pottawatomie en el estado estadounidense de Kansas. En el año 2010 tenía una población de 368 habitantes y una densidad poblacional de 3,77 personas por km².

## Geografía
El municipio de Belvue se encuentra ubicado en las coordenadas 39°15′11″N 96°11′22″O / 39.25306, -96.18944. Según la Oficina del Censo de los Estados Unidos, el municipio tiene una superficie total de 97.61 km², de la cual 94,43 km² corresponden a tierra firme y (3,26 %) 3,18 km² es agua.

## Demografía
Según el censo de 2010, había 368 personas residiendo en el municipio de Belvue. La densidad de población era de 3,77 hab./km². De los 368 habitantes, el municipio de Belvue estaba compuesto por el 95,92 % blancos, el 1,36 % eran amerindios, el 1,09 % eran de otras razas y el 1,63 % eran de una mezcla de razas. Del total de la población el 4,89 % eran hispanos o latinos de cualquier raza.